# عباس (ممثل)
عباس هو ممثل هندي، ولد في 21 مايو 1975 في الهند.

## وصلات خارجية
- عباس على موقع IMDb (الإنجليزية)
- عباس على موقع قاعدة بيانات الفيلم (الإنجليزية)